# Cypress Creek
Cypress Creek (Arroyo Ciprés en Hispanoamérica) es una ciudad ficticia de la serie animada original de la cadena Fox, Los Simpson. Cypress Creek se encuentra al este de la capital del estado, Ciudad Capital, y al suroeste de Ogdenville.
Es una ciudad pequeña, con tan sólo 1.200 habitantes. Sus ciudadanos son principalmente trabajadores de la compañía Globex.

## Historia
Cypress Creek es una utópica ciudad "perfecta" que aparece por primera vez en el capítulo Sólo se muda dos veces, en el cual Homer es contratado por Hank Scorpio para trabajar en su compañía, Globex. Homer acepta el trabajo, pero debe dejar a Springfield para mudarse con su familia a esta ciudad.
El diseño final de la ciudad, el cual debió ser revisado varias veces, fue elegido porque los escritores pensaron que era "el hombre loco perfecto".

## Menciones
La ciudad fue nombrada por primera y probablemente última vez en el capítulo Sólo se muda dos veces, donde Homer consigue un nuevo trabajo en la compañía Globex.
Durante gran parte de la producción del episodio la ciudad iba a ser llamada Emerald Caverns, pero luego fue cambiado porque sonaba muy parecido a Silicon Valley.